# Depresiunea subglacială Bentley

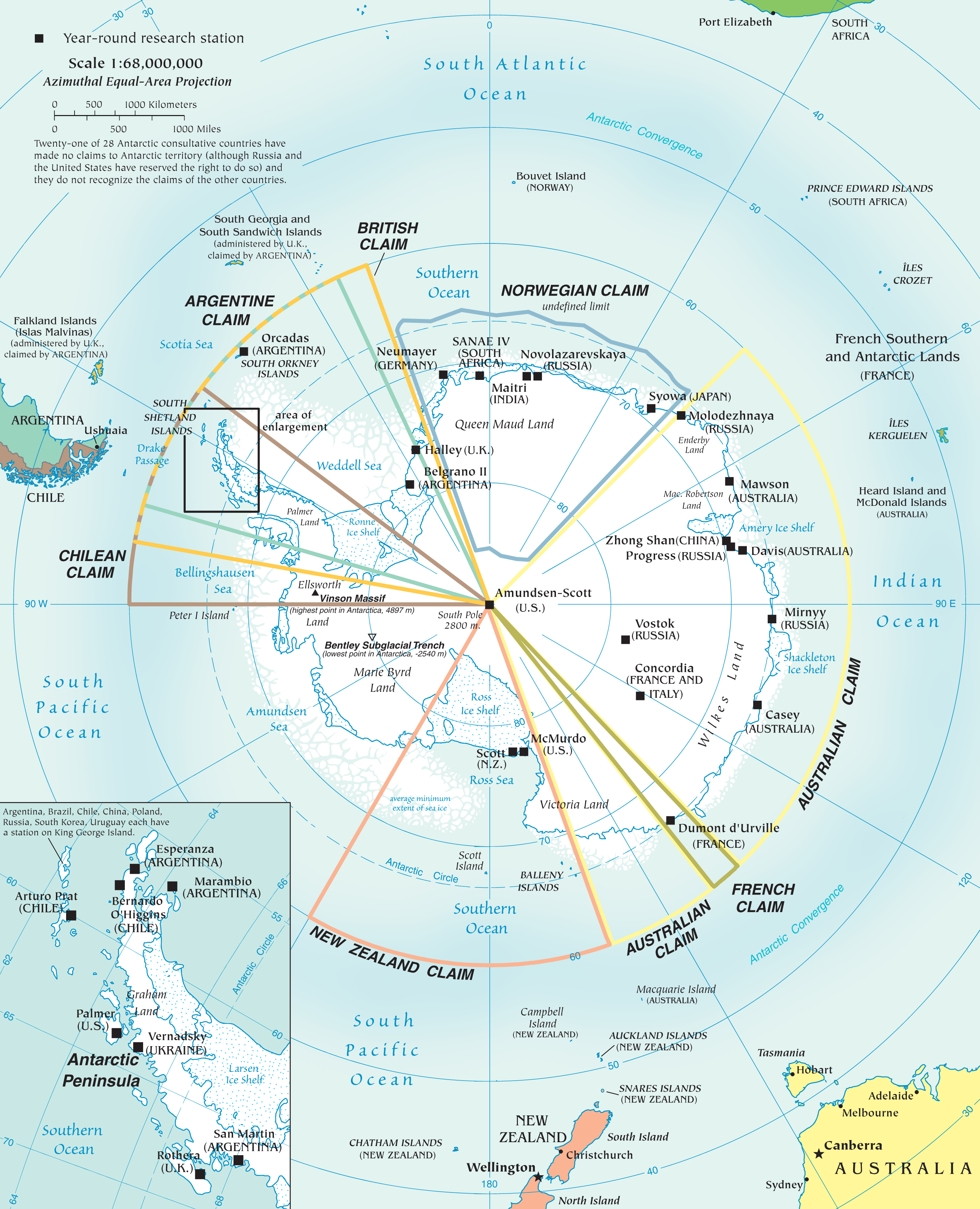
Depresiunea Bentley este localizată în vestul Antarctidei

Depresiunea subglacială Bentley este cea mai adâncă depresiune neacoperită de apă de pe Pământ, aceasta fiind acoperită de calota glaciară. Fosa este situată în Țara Marie Byrd, Antarctida de Vest și are o adâncime de 2,555 m sub nivelul mării.
Depresiunea a fost descoperită de către Charles R. Bentley, în 1961, purtându-i numele. Se prepune că în caz dacă calota se va topi întreaga depresiune se va pomeni sub nivelul Oceanului arctic. 